# Medina (Schiff)
Die RMS Medina war ein 1912 in Dienst gestelltes Passagierschiff der britischen Reederei Peninsular and Oriental Steam Navigation Company (P&O), das für den Passagier- und Frachtverkehr von Großbritannien nach Australien gebaut worden war. Sie war das zehnte und letzte Schiff von P&O's M-Klasse und zu ihrer Zeit eines der größten Schiffe der P&O-Flotte. Im Ersten Weltkrieg wurde die Medina am 28. April 1917 vor der Küste der englischen Grafschaft Devon von einem deutschen U-Boot versenkt, wobei sechs Menschen ums Leben kamen.

## Das Schiff
Die Medina wurde von P&O für den regulären Transatlantikservice nach Australien in Auftrag gegeben und von der schottischen Werft Caird & Company gebaut. Dort ließ P&O fast alle ihre Schiffe auf Kiel legen. Die Medina war ein Schiff der M-Klasse und ihr Bau kostete 332.377 britische Pfund (nach damaligem Geldwert). Das Schiff wurde nach der gleichnamigen Stadt in Saudi-Arabien benannt. Der 12.358 BRT große Dampfer lief am 14. März 1911 vom Stapel und wurde am 3. September 1911 fertiggestellt. Die Medina hatte ein Schwesterschiff, die kurze Zeit zuvor vom Stapel gelaufene Maloja (I) (12.431 BRT). Auch sie fiel später dem U-Boot-Krieg zum Opfer.

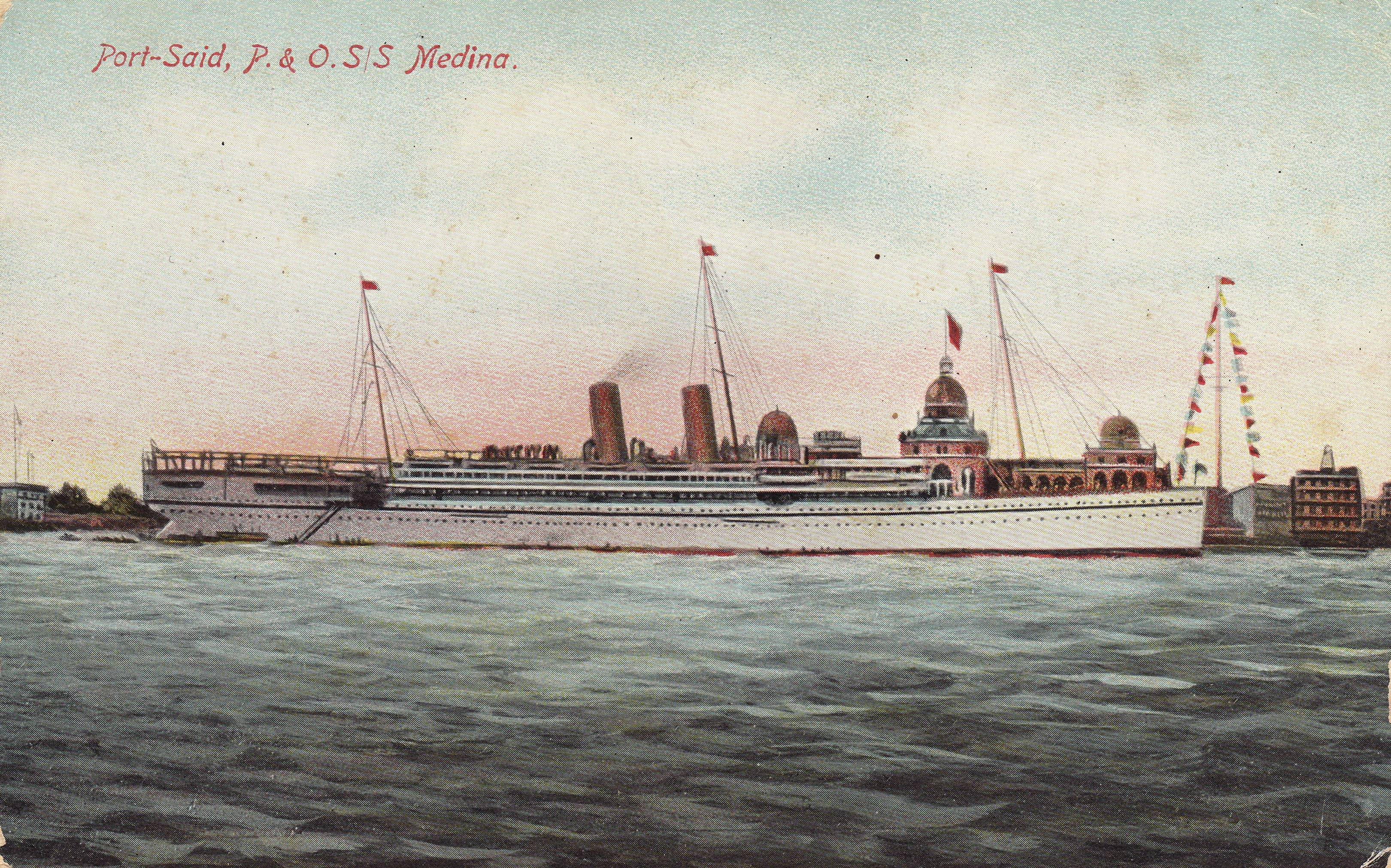
Die Medina als königliche Yacht in Port Said, 1915.

Am 26. April 1911 – der Dampfer war noch nicht fertiggestellt – gab die Reederei bekannt, dass die Medina als königliche Yacht dienen sollte, um König Georg V. und Königin Mary von England nach Delhi zu befördern, wo am 12. Dezember desselben Jahres Georg zum Kaiser von Indien gekrönt werden sollte. Zu diesem Zweck wurde zu den beiden vorgesehenen Masten noch ein dritter hinzugefügt, um die königliche Flagge daran hissen zu können. Statt des für ein Passagierschiff üblichen schwarzen Rumpfes wurde der der Medina weiß gestrichen und einige ihrer öffentlichen Räume wurden in königliche Gemächer umgebaut. Der Liner wurde vorübergehend der Royal Navy zugeteilt und mit entsprechendem Marinepersonal besetzt.
Das Schiff wurde am 10. Oktober 1911 fertiggestellt und verließ Portsmouth am 11. November 1911. Am 5. Februar 1912 kehrte es nach England zurück. Nach Beendigung dieses einmaligen Einsatzes wurde die Medina in ihre Bauwerft zurückbeordert, umgerüstet und im Juni 1912 in den Passagierverkehr der P&O übergeben. Am 28. Juni 1912 machte das Schiff seine erste Fahrt auf der Australienroute. Im Ersten Weltkrieg wurde die Medina nicht von der britischen Admiralität eingezogen und in einen Hilfskreuzer umgebaut, sondern blieb im Passagierverkehr tätig.

## Versenkung
Im April 1917 verließ der Ozeandampfer mit 417 Passagieren und Besatzungsmitgliedern Sydney mit Ziel London via Bombay, Port Said und Plymouth. Das Kommando hatte Kapitän Henry Sandys Bradshaw. Zur Ladung gehörte neben australischen Lebensmitteln für das vom Krieg ausgehungerte England eine wertvolle Privatsammlung von Münzen, Juwelen und Gemälden des britischen Diplomaten und Gouverneurs von Madras und Bengalen, Sir Thomas Gibson-Carmichael, 1. Baron Carmichael. Sir Carmichael und seine Frau, Lady Mary Gibson-Carmichael, waren Passagiere auf dieser Fahrt, gingen jedoch schon im ägyptischen Port Said von Bord.
Am Sonnabend, dem 28. April 1917 passierte die Medina die südenglische Küste, nachdem sie aus ihrem letzten Zwischenhalt Plymouth ausgelaufen war. Um 17:50 Uhr wurde das unbewaffnete Schiff drei Meilen vor der Landzunge Start Point vom deutschen U-Boot UB 31 des Typs UB II unter dem Kommando des 26-jährigen Oberleutnants zur See Thomas Bieber ohne Vorwarnung torpediert. Durch die Explosion des Torpedos im Maschinenraum kamen der Vierte Maschinist Palmer und fünf Maschinisten ums Leben. Passagiere kamen nicht zu Schaden. Alle anderen Personen an Bord hatten vor dem Untergang des Schiffs noch genug Zeit, um die Rettungsboote zu besteigen, mit denen sie die Hafenstädte Dartmouth und Brixham erreichten.
Die britischen Zerstörer HMS Spitfire und HMS Laurel kamen dem sinkenden Schiff zu Hilfe. Die Laurel nahm die Medina in Schlepp, um sie in den nächsten Hafen bringen zu können, aber der getroffene Passagierdampfer sank um 19:15 Uhr. UB 31 lief am 2. Mai 1918 in der Straße von Dover auf eine Mine und sank. Alle 26 Besatzungsmitglieder kamen ums Leben.

## Bergung der Fracht
In den 1970er und 1980er Jahren fanden wiederholt Bergungsaktionen am Wrack (Position 50° 15′ N, 3° 30′ W) mit dem Ziel statt, Kunstgegenstände und sonstige Wertsachen aus dem Wrack der Medina zu bergen. Es beteiligten sich unter anderem die britischen Bergungsunternehmen Risdon Beazley Marine Trading Company und Consortium Recovery Ltd.
Die Aktionen waren nicht sehr erfolgreich, der Schaden für die Versicherung war £17.3 Millionen, die geborgenen Gegenstände wurden 1988 für £60,000 versteigert. Zu den aufgefundenen Gegenständen zählte eine Sammlung orientalischer Gemälde, Parfumflakons, japanisches Porzellan, indische Messingware, australische Edelsteine, altägyptischer Perlenschmuck, assyrische Keilschrifttafeln, ein Münzkatalog des Auktionshauses Sotheby’s sowie noch lesbare Briefe des britischen Kriegsministers Lord Kitchener und des ehemaligen Premierministers Earl Rosebery. Auch persönliche Gegenstände der Passagiere wurden aus den Laderäumen geborgen. In manchen Koffern befanden sich Kleidungsstücke, die nach 70 Jahren auf dem Meeresboden immer noch trocken waren. Die meisten Artefakte wurden bei Auktionen versteigert.